# کریستیان هفتم
کریستیان هفتم دانمارک (انگلیسی: Christian VII of Denmark؛ ۲۹ ژانویهٔ ۱۷۴۹ – ۱۳ مارس ۱۸۰۸) پادشاه دانمارک و نروژ بود. وی دیوانه بود و از این روی به سادگی به آلت دست درباریان و اطرافیانش تبدیل شده بود.